# Fülöp-szigeteki spanyol nyelvjárás
A Fülöp-szigeteki spanyol nyelvjárás (español filipino) a kasztíliai spanyol nyelvnek a Fülöp-szigeteken beszélt változata, amely mára erősen visszaszorult. A több mint 80 milliós lakosú országban a spanyolt anyanyelvként beszélők számáról eltérő adatok állnak rendelkezésre: az Ethnologue szerint mindössze ~2600 (1990); egy 2006-ban készített demográfiai tanulmány szerint ~439 ezer (beleértve a kétnyelvű beszélőket is); Antonio Quilis adatai szerint pedig mintegy 1 800 000-re tehető. E szócikk a spanyol mint anyanyelv használatát írja le; nem tartozik ide a szigetországban kialakult kreol változata, a chabacano nyelv (lásd ott).

## Történeti áttekintés
A spanyol nyelv soha nem vált az ország általános nyelvévé: a távolság, az oktatás és az iskolák hiánya, a kommunikációs nehézségek, valamint a spanyol nyelvű bevándorlók kis száma nehezítették az elterjedését. Lassú behatolásának azonban hirtelen vége szakadt a spanyol uralom elvesztésével. 1898-ban az Amerikai Egyesült Államok rákényszerítette az országot az angol nyelv bevezetésére, romba döntve a spanyol nyelv terjesztésével addig elvégzett munkát. A Spanyolországtól való függetlenség kikiáltásakor az oktatási minisztérium 1930-ig megtiltotta a spanyol nyelv oktatását és a hivatalos érintkezésben való használatát. 1934-ben kimondták, hogy az amerikai fennhatóság 1946-ban megszűnik, de ezzel együtt elrendelték, hogy az  egyetlen oktatási nyelv az angol maradjon. A spanyol használatát nemcsak betiltották, hanem megpróbálták lerombolni az addigi több évszázados hagyományait is. A spanyol így folyamatosan teret veszített, mígnem eljutott mai helyzetéhez. Bár 1987-ig hivatalos nyelv maradt, oktatása kötelező volt az egyetemeken, az új alkotmány megfosztotta hivatalos státuszától, és kivonta a kötelező oktatás köréből. Mindennek ellenére, a szigetország nyelveire erős hatást gyakorolt.

## Főbb jellegzetességek
A még anyanyelvként beszélt spanyol nyelvváltozat – általában kétnyelvűségben az angollal, illetve valamely helyi nyelvvel – fonetikai és fonológia, valamint morfoszintaktikai tulajdonságaira nézve nem mutat lényeges eltéréseket a spanyol köznyelvtől:
- A magánhangzók esetében gyakori az e és az o záródása: he oído [ˈe uˈido], ’hallottam’ comen [ˈkumen] ’esznek’.
- A mássalhangzók közül f ejtése általában bilabiális [ɸ], de sokszor előfordul a rendes, labiodentális ejtése is, illetve, a helyi nyelvek hatására a p-vel történő helyettesítése.
- A legtöbb beszélő nem tesz különbséget az s /s/ és a z (ce, ci) /θ/ mássalhangzók között (seseo), de vannak, akik a megkülönböztető ejtést használják.
- Megörződött az ll /ʎ/ és y /ʝ/ megkülönböztetése.
- Jellemző az /n, l, s/ hangok palatalizációja e és i előtt.
- Hímnemben személyeknél gyakori a részes esetű le névmás használata a tárgyeset jelölésére (leísmo), mint az északi spanyolországi nyelvváltozatban.
- A birtokos melléknév helyett gyakran a de elöljárót és a személyes névmás alanyesetét használják: los parientes de nosotros (=nuestros parientes) ’a mi rokonaink’.
- A családi és a helységnevek jelentős része spanyol eredetű.

## Külső hivatkozások
- Asociación de Academias de la Lengua Española (Spanyol Nyelvi Akadémiák Egyesülete)
- Jergas de habla hispana – online spanyol nyelvjárási és szlengszótár